# Carpio (Hiszpania)
Carpio – gmina w Hiszpanii, w prowincji Valladolid, w Kastylii i León, o powierzchni 56,5 km². W 2011 roku gmina liczyła 1097 mieszkańców.